# أوليفر شانون
أوليفر شانون (بالإنجليزية: Oliver Shannon)‏ (12 سبتمبر 1995 في المملكة المتحدة - ) هو لاعب كرة قدم إنجليزي في مركز الوسط. لعب مع أتلانتا يونايتد واتلانتا يونايتد 2.

## وصلات خارجية
- أوليفر شانون على موقع الدوري الأمريكي (الإنجليزية)
- أوليفر شانون على موقع إي إس بي إن إف سي (الإنجليزية)
- أوليفر شانون على موقع قاعدة بيانات كرة القدم.إي يو (الإنجليزية)
- أوليفر شانون على موقع Soccerbase.com (لاعب) (الإنجليزية)
- أوليفر شانون على موقع Soccerway.com (الإنجليزية)
- أوليفر شانون على موقع عالم كرة القدم.نت (الإنجليزية)